# NGC 1048
NGC 1048 (również NGC 1048B lub PGC 10140) – galaktyka spiralna z poprzeczką (SB0-a), znajdująca się w gwiazdozbiorze Wieloryba. Odkrył ją Lewis A. Swift 10 listopada 1885 roku. Tworzy parę z sąsiednią galaktyką PGC 10137 (zwaną też NGC 1048A). Niektóre źródła jako NGC 1048 traktują obie te galaktyki, ponieważ Swift w swoim teleskopie najprawdopodobniej widział je jako pojedynczy obiekt.